# 1974-es magyar tekebajnokság
Az 1974-es magyar tekebajnokság a harminchatodik magyar bajnokság volt. Az egyéni bajnokságot június 22. és 23. között rendezték meg Budapesten, a férfiakét a Vasas Ikarus, a nőkét a Magnezit pályáján, a párosok bajnokságát április 27. és 28. között Budapesten, a férfiakét a Postás, a nőkét a MOM pályáján.

## Eredmények
| Versenyszám  | Arany                                                                 | Arany | Ezüst                                                              | Ezüst | Bronz                                           | Bronz |
| ------------ | --------------------------------------------------------------------- | ----- | ------------------------------------------------------------------ | ----- | ----------------------------------------------- | ----- |
| Férfi egyéni | Mészáros József MOM SK                                                | 1890  | Rákos József BKV Előre                                             | 1885  | Varga Miklós Pápai Vasas                        | 1880  |
| Férfi páros  | Mészáros József, Sütő László MOM SK, Ferencvárosi TC                  | 3757  | Rákos József, Tősi Pál BKV Előre                                   | 3714  | Mede Lajos, Scher József BKV Előre              | 3590  |
| Női egyéni   | Holczer Lászlóné Kőbányai Porcelán                                    | 866   | Hursán Zsófia Békéscsabai Előre Spartacus                          | 850   | Fekete Antalné Kőbányai Porcelán                | 842   |
| Női páros    | Hursán Zsófia, Tompa Györgyné Békéscsabai Előre Spartacus, Szegedi AK | 1763  | Holczer Lászlóné, Vati Ágnes Kőbányai Porcelán, Tatabányai Bányász | 1742  | Nádas Kálmánné, Sallai Mátyásné Ferencvárosi TC | 1698  |